# Freycinetia lucbanensis
Freycinetia lucbanensis är en enhjärtbladig växtart som beskrevs av Adolph Daniel Edward Elmer. Freycinetia lucbanensis ingår i släktet Freycinetia och familjen Pandanaceae.
Artens utbredningsområde är Filippinerna. Inga underarter finns listade.